# Stephen Mwanzia
Stephen Mwanzia (* 19. Dezember 1962) ist ein ehemaliger kenianischer Sprinter, der sich auf den 400-Meter-Lauf spezialisiert hatte.
Bei den Commonwealth Games 1990 in Auckland erreichte er im Einzelbewerb das Halbfinale und gewann mit der kenianischen Mannschaft in der 4-mal-400-Meter-Staffel.

## Persönliche Bestzeiten
- 400 m: 46,28 s, 28. Januar 1990, Auckland
  - handgestoppt: 45,3 s, 23. Dezember 1989, Nairobi

| Personendaten    | Personendaten         |
| ---------------- | --------------------- |
| NAME             | Mwanzia, Stephen      |
| KURZBESCHREIBUNG | kenianischer Sprinter |
| GEBURTSDATUM     | 19. Dezember 1962     |